# Thomas Hughes Jones
Thomas Hughes Jones (23. ledna 1895 – 11. května 1966) byl velšský básník a romanopisec. Narodil se a vyrůstal v severozápadním Walesu. Jeho matka, Ann Hughes, zemřela v době, kdy mu bylo šest let. V roce 1913 zahájil studium na Aberystwythské univerzitě, které dokončil o tři roky později. V letech 1915 až 1916 byl editorem časopisu Y Wawr, do něhož již dříve přispíval. Během války sloužil ve Francii u Welsh Guards. Po jejím skončení se vrátil ke studiím. Ve svém poválečném díle se zabýval například právě válkou.

## Dílo
- Sgweier Hafila a Storïau Eraill (1941)
- Amser i Ryfel (1944)
- Mewn Diwrnod a Storïau Eraill (1948)
- Atgof a Storïau Eraill (1971)